# Long Distance Voyager
Long Distance Voyager è il decimo disco del gruppo rock The Moody Blues realizzato nel 1981.
È il primo album della band con il tastierista Patrick Moraz al posto del membro fondatore originale Michael Pinder.

## Tracce
1. The Voice (Justin Hayward) – 5:18
2. Talking Out of Turn (John Lodge) – 7:18
3. Gemini Dream (Hayward/Lodge) – 4:07
4. In My World (Hayward) – 7:17
5. Meanwhile (Hayward) – 4:08
6. 22,000 Days (Graeme Edge) – 5:27
7. Nervous (Lodge) – 5:45
8. Painted Smile (Ray Thomas) – 3:18
9. Reflective Smile (Thomas) – 0:37
10. Veteran Cosmic Rocker (Thomas) – 3:14

## Formazione
- Justin Hayward - voce, chitarra
- John Lodge - voce, basso
- Ray Thomas - voce, flauto, armonica
- Graeme Edge - batteria
- Patrick Moraz - tastiere

## Produzione
- Cream - Design, Illustrazioni
- Pip Williams - Produttore, Arrangementi orchestrali
- Greg Jackman - Ingegnere del suono, Mixing
- Norman Goodman - Ingegnere del suono, Mixing
- Melvyn Abrahams - Mastering